# Hugo Fílipe Sousa Pereira
Hugo Fílipe de Sousa Pereira (sinh ngày 20 tháng 3 năm 1988) hay Huguinho, là một cầu thủ bóng đá người Bồ Đào Nha thi đấu cho Freamunde ở vị trí hậu vệ.

## Sự nghiệp bóng đá
Ngày 4 tháng 5 năm 2013, Huguinho có màn ra mắt cho Leixões trong trận đấu tại Giải bóng đá hạng nhất quốc gia Bồ Đào Nha 2012–13 trước Vitória Guimarães B.